# Geomagnetismo

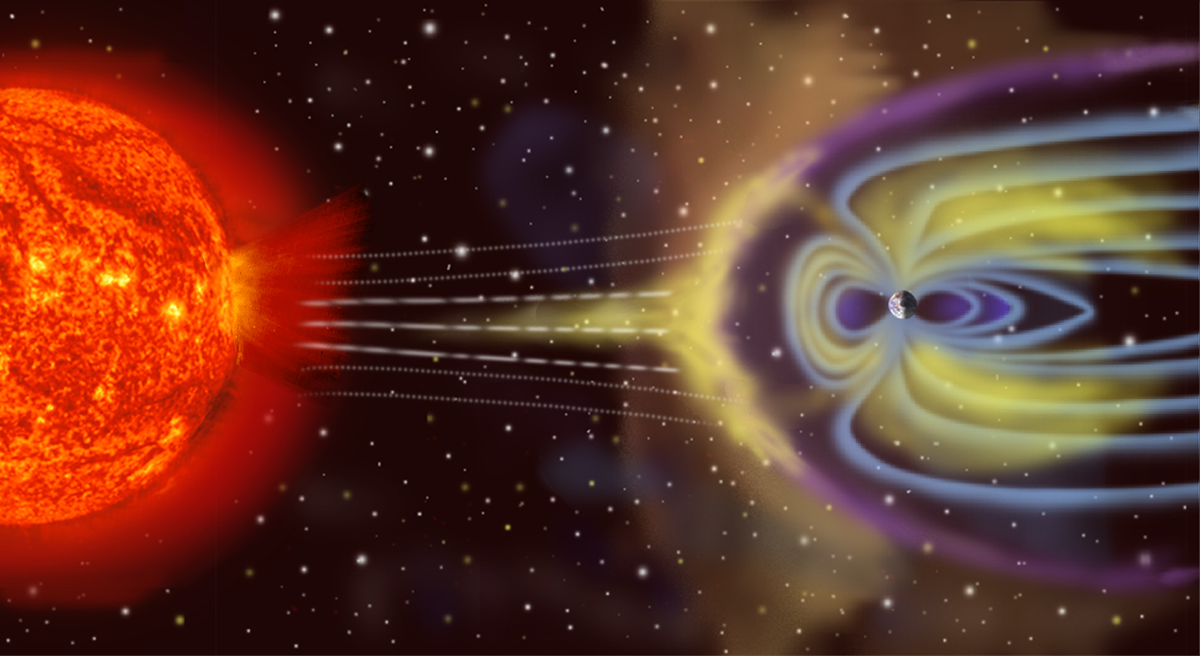
Representación del campo magnético de la Tierra interactuando con partículas solares.

El geomagnetismo es el área de la ciencia que se ocupa del estudio del campo magnético terrestre, tanto de su generación como de su variación espacial y temporal.
Dentro de esta disciplina es común distinguir entre el campo magnético de origen interno y externo. El primero tiene origen en el núcleo externo de la Tierra, y los estudios intentan buscar una explicación para la generación y mantenimiento de un campo magnético propio y de sus variaciones espaciales y temporales, basándose principalmente en la teoría del dínamo. Los estudios del campo magnético de origen externo se centran principalmente en dos regiones: la magnetosfera y la ionosfera terrestre. La primera, generada por la interacción del campo magnético terrestre con el viento solar y su campo magnético interplanetario y la segunda por la ionización de los elementos neutros de la atmósfera superior terrestre debido a la radiación solar. 
Existen también las variaciones geomagnéticas inducidas por corrientes telúricas y del manto, pero son de un orden de magnitud mucho menor a las mencionadas anteriormente.
Todas las variaciones pueden ser detectadas a través de estaciones magnéticas distribuidas alrededor de la superficie terrestre, que poseen magnetómetros, los instrumentos encargados de realizar las mediciones. La red INTERMAGNET agrupa una gran cantidad de observatorios magnéticos con datos precisos y estándares modernos de medición que son públicos y están disponibles en la red. 